# 메르테르

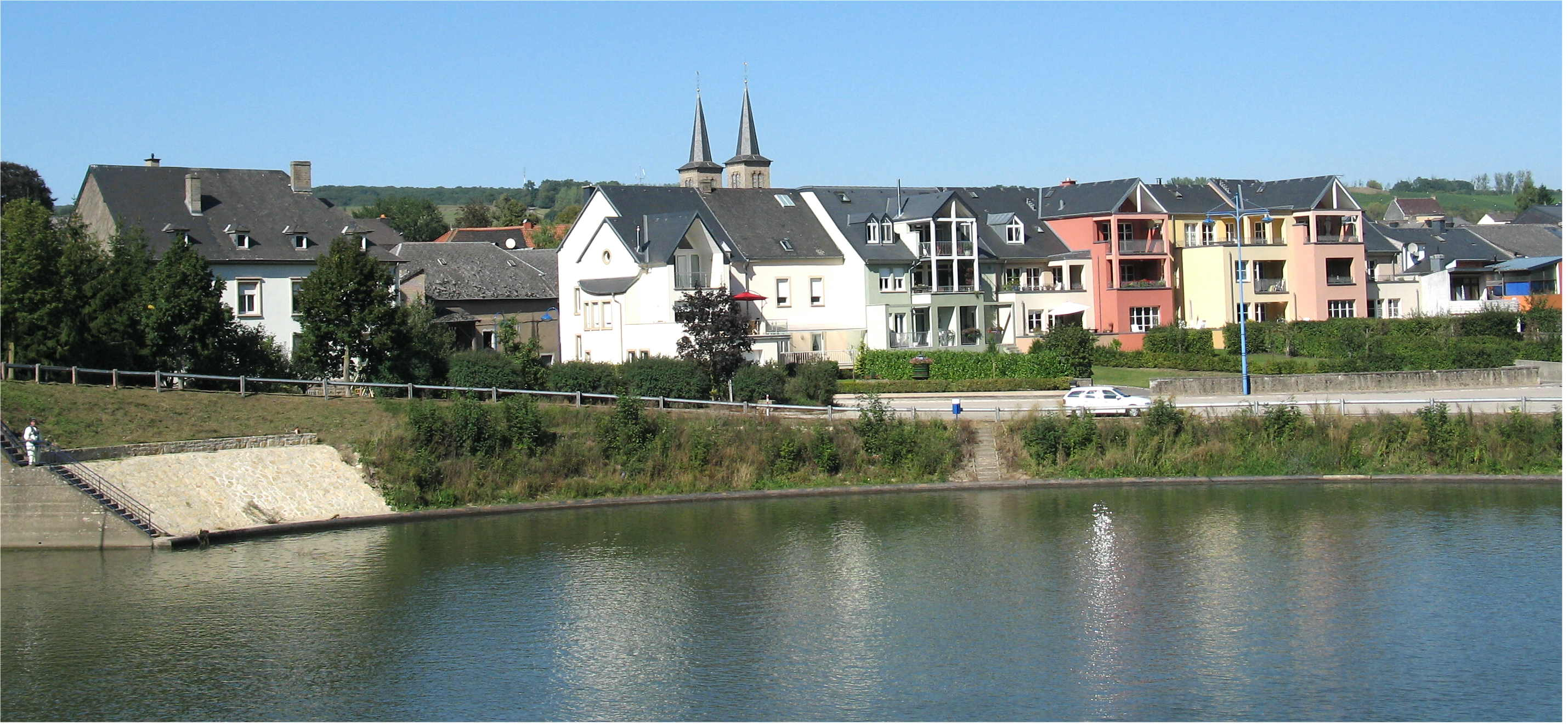

메르테르(룩셈부르크어: Mäertert)는 룩셈부르크 동부, 독일 국경에 있는 코뮌이자 도시이다. 그레벤마허주의 일부이다. 코뮌은 메트레트와 Wasserbillig의 마을로 구성되어 있다. 메르테르(Mertert)는 룩셈부르크에서 가장 큰 강항인 모젤강(Moselle River)에 있다. 코뮌의 행정 중심지는 바서빌리그이다.
2024년 기준으로, 코뮌 남쪽에 위치한 메르테르트의 인구는 1,861명이다.

## 저명한 출신
- 자크 상테르: 룩셈부르크 정치인